# Fărăgău
Fărăgău (in ungherese Faragó, in tedesco Hölzeldorf) è un comune della Romania di 1680 abitanti, ubicato nel distretto di Mureș, nella regione storica della Transilvania. 
Il comune è formato dall'unione di 6 villaggi: Fărăgău, Fânațe, Hodaia, Onuca, Poarta, Tonciu.